# E-10
De E-10 was een Duits prototype voor een lichte tankjager, ontworpen aan het einde van de Tweede Wereldoorlog. Het maakte deel uit van de E-Serie, en bedoeld om de Jagdpanzer 38(t) te vervangen.

## Ontwikkeling
Het design van de E-10 was gebaseerd op de Jagdpanzer 38(t). Het doel was om een zo succesvol mogelijke machine te ontwikkelen met een zo laag mogelijk gewicht. Het resultaat was een tankjager in de tien ton klasse met een laag profiel. Ook moest de E-10 zo veel mogelijk voorzien van de nieuwste technologische snufjes, maar hij moest eenvoudig te produceren en te repareren zijn. De eisen werden in 1944 gegeven aan Daimler, Krupp en aan Klöckner-Humboldt-Deutz (KHD). KHD kreeg tot ieders verbazing het mandaat. KHD had namelijk voor het E-10-project nog nooit een pantservoertuig ontworpen.

De ontwerpers van KHD hadden een eenvoudig project op gang gezet. Het design was sterk gebaseerd op dat van de Jagdpanzer 38(t). Er werden echter veel onderdelen vereenvoudigd wat leidde tot een gewichtsvermindering. Ook werd de bepantsering naar een minimale dikte gebracht. Er werd besloten om geen koepel te plaatsen. Dit zou het lage profiel van de tank niet ten goede komen. Een uniek kenmerk was het feit dat het achterste en voorste wiel konden zakken. Dit kwam de mobiliteit zeer ten goede op verschillende typen terrein, daarnaast werd het profiel van de tank nog meer verlaagd. Het kanon kwam ook uit de Hetzer, de 7,5 cm pak 39 l/48. Men was zeer tevreden over de prestaties van dit kanon.
Wegens ruimtegebrek werd de standaardindeling van de tank aangepast. Er werd een systeem ontworpen waarin de hydrodynamische transmissie en de besturing werden gecombineerd. De productie van dit systeem zou worden toevertrouwd aan de firma Voith. De achterste pantserplaten konden volledig worden verwijderd; hierdoor konden de motor en de transmissie eenvoudig worden ontmanteld. De frontale bovenste pantserplaten hadden een dikte van 60 mm, de onderste 30 mm. De zij en achterkant van de tankjager waren 20 mm dik. Het chassis bestond uit vier wielen, dezelfde wielen als die van de Tiger II. Het chassis zou ook de basis moeten gaan vormen voor wapendragers met zwaardere antitankwapens.
Na enkele maanden werd verdere ontwikkeling door KHD gestopt. Dit kwam door het feit dat de tank met zijn 16 ton te zwaar was. Bovendien was het ontbreken van een koepel toch wel een gemis. Ook werd de techniek die gebruikt werd in het chassis niet goed begrepen door de fabrieken die verantwoordelijk waren voor productie. Alleen dit al zou betekenen dat het schijnbare zeer simpele ontwerp toch te ingewikkeld zou wezen om in massa te produceren. Vanwege al deze tekortkomingen werd uiteindelijk nog besloten om als basis een gemoderniseerd chassis van de oude tank LT vz.38 te gebruiken. Een prototype werd niet meer gebouwd.

## Anekdote
De bijnaam die terugkwam in de documenten van de E-10 was "Hetzer"; opruier. Ook Albert Speer duidde de E-10 tijdens een naoorlogse ondervraging aan als "Hetzer". Waarschijnlijk heeft een onderzoeker na de oorlog deze documenten aangezien voor documenten over de Jagdpanzer 38(t), aangezien deze tankjager uiteindelijk de bijnaam Hetzer ontving, alhoewel het deze benaming in de oorlog nooit heeft gedragen.
E-10 · E-25 · E-50 · E-75 · E-100